# La preghiera alla luce
La preghiera alla luce (Lichtgebet) è un dipinto associato al Movimento Giovanile Tedesco e a quello della Lebensreform del tardo diciannovesimo secolo e dell'inizio del ventesimo. Raffigura un giovane nudo che si erge su un masso e alza le braccia verso il cielo. Venne creato dal pittore tedesco Fidus, che dal 1890 al 1938 ne realizzò undici versioni. Nel 1913, egli creò una cartolina basata sul dipinto che si diffuse molto in Germania.
Fidus voleva rivitalizzare la società attraverso i suoi dipinti e adoperò dei temi della Lebensreform come il naturismo, la luce, la natura e la vitalità. La Preghiera alla luce segue il programma del movimento giovanile ma divenne popolare anche tra i giovani che non l'associavano ad alcuna ideologia particolare. Gli studiosi hanno descritto delle influenze possibili dall'occultismo völkisch, i paesaggi norvegesi, un'idea di animazione universale, l'antroposofia, la teosofia, la teoria dell'evoluzione e un desiderio di ritornare alla natura. La posa dell'uomo è stata associata all'idea di Guido von List della runa Algiz (ᛉ) come simbolo di vita e all'iconografia della Crocifissione.

## Storia
Il pittore e disegnatore tedesco Hugo Höppener (1868-1948) studiò all'Accademia delle belle arti di Monaco dal 1887, si interessò presto al movimento della Lebensreform ("riforma di vita") e divenne uno studente dell'artista e riformatore sociale Karl Wilhelm Diefenbach. Diefenbach gli diede il nome Fidus, che in latino significa "fedele". Assieme ad altri due artisti, essi vissero per un breve periodo in una comunità naturista, ispirati dalle teorie di Heinrich Pudor sulla nudità come mezzo per accrescere l'armonia, la sincerità e la semplicità. Fidus adottò una visione teosofica del mondo e divenne un membro della società teosofica di Monaco nel 1898.
Come pittore, Fidus aveva l'ambizione di dare nuova vita alla società e si autodescrisse come un "uomo della rivelazione" (in tedesco: Offenbahrungsmensch). Adoperò dei soggetti romantici e germanici in uno stile influenzato dal simbolismo e dallo Jugendstil per creare delle immagini utopiche e völkisch. Egli incluse dei temi della Lebensreform, soprattutto il nudismo e il naturismo. Il Movimento Giovanile Tedesco e i gruppi Wandervogel erano legati al concetto della Lebensreform, dove la luce, il fuoco e il solstizio d'estate erano associati spesso alla vicinanza con la natura e alla vitalità, venendo considerati importanti nella ricerca per una nuova sacralità.

## Soggetto e descrizione

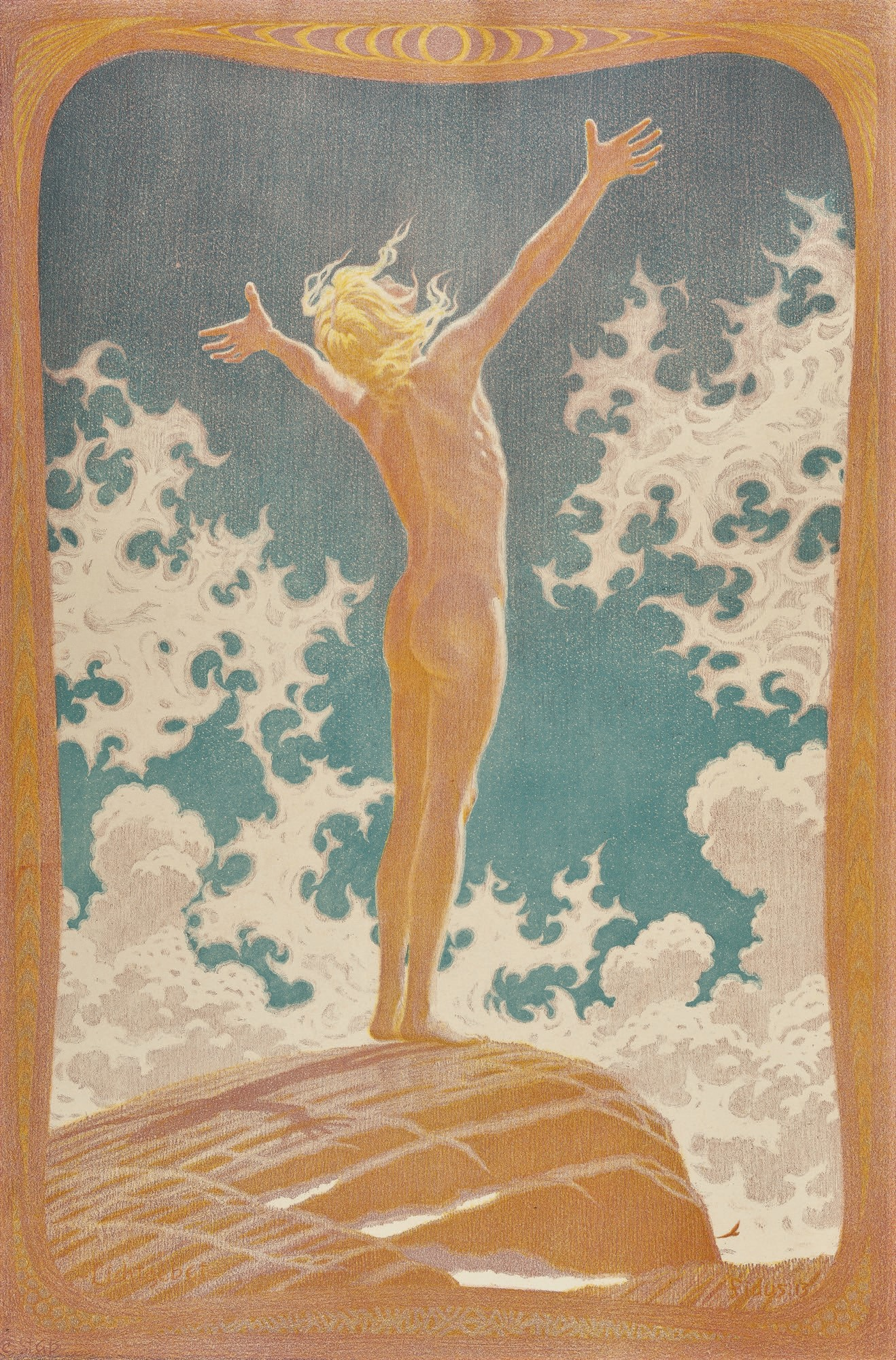
Una versione litografica del dipinto realizzata nel 1913.

Nella Preghiera alla luce, un giovane nudo dal corpo magro viene visto da dietro e leggermente di lato. Egli si trova su un masso, con i talloni sollevati, rivolto verso il cielo e con le braccia tese. Il vento soffia tra i suoi capelli biondi. Come sfondo c'è un cielo blu con delle nuvole che sembrano scendere sotto il livello della roccia.
La vista da dietro consente agli spettatori di identificarsi con la figura e la nudità è un elemento atemporale. L'uomo assume una posizione che richiama la runa Algiz (ᛉ), che l'occultista völkisch Guido von List aveva interpretato come un simbolo della vita. La roccia tagliente, che ricorda il paesaggio costiero norvegese che Fidus aveva visitato, e il riferimento possibile alle rune evocano un tema nordico.
La storica della religione Carrie B. Dohe afferma che La preghiera alla luce richiama l'iconografia della Crocifissione, con cui condivide la posizione del corpo a forma di Y e la connessione con un potere superiore. Secondo la storica della cultura Marina Schuster, il quadro si basa su un'idea di animazione universale (in tedesco: Allbeseelung) che si può ricondurre al Così parlò Zarathustra di Friedrich Nietzsche. Lo storico Ryan Kurt Johnson afferma che ci sono delle influenze dell'antroposofia e della teosofia, e un'espressione di un culto della teoria dell'evoluzione e della scienza naturale.
Dal 1890 al 1938, Fidus realizzò undici versioni della Preghiera alla luce, a carboncino, a olio, all'acquerello e in forma litografica. Il nome Preghiera alla luce (in tedesco: Lichtgebet) si affermò con la quinta versione, realizzata nel 1890 o nel 1891. Le versioni precedenti erano intitolate Zu Gott ("A Dio") e Betender Knabe ("Ragazzo che prega").

## Accoglienza

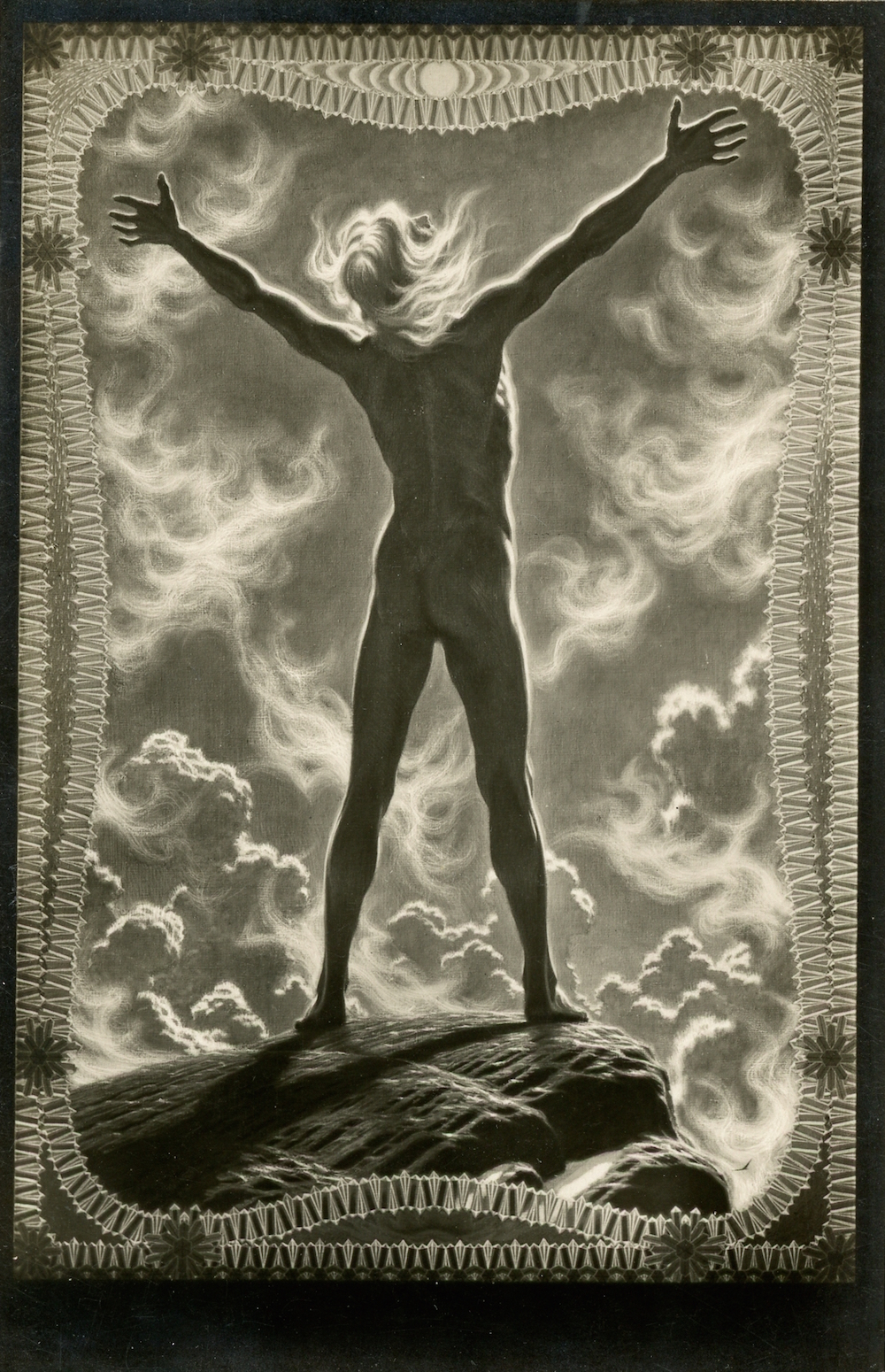
Una versione dell'opera realizzata nel 1920.

La preghiera alla luce divenne l'immagine più emblematica del Movimento Giovanile Tedesco e un'immagine popolare presso la classe media urbana della Germania agli inizi del ventesimo secolo. Conobbe una grande diffusione grazie a una cartolina, creata da Fidus per il giorno della gioventù libera tedesca, svoltasi all'Hoher Meissner l'11 e il 12 ottobre del 1913. Lo storico della cultura Robbert-Jan Adriaansen la descrive come "forse la raffigurazione migliore di come la luce sia diventata un culto dell'unità del corpo e dell'anima." Jonas Krumbein del Tagesspiegel afferma che comprende tutti i temi del desiderio del Movimento Giovanile di ritornare alla natura come reazione all'industrializzazione: "la speranza per la salvezza, la redenzione e la partenza, la celebrazione ascetica della nudità e della beltà, della salute, della forza e della volontà". Nel Movimento Giovanile era molto popolare tra le ragazze. Era in linea con il programma formulato per il giorno della gioventù libera tedesca, che promuoveva la risolutezza e la lotta verso l'infinito, ma gli ammiratori più giovani ci vedevano spesso l'immagine di un giovane che si diverte, senza una connotazione ideologica particolare.
La preghiera alla luce era popolare tra i tedeschi che credevano anime razziali e che volevano sostituire il cristianesimo convenzionale con una religione a tema germanico. Il pittore Ludwig Fahrenkrog realizzò la propria versione del motivo sulla preghiera alla luce nel 1918, intitolato L'ora (in tedesco: Die heilige Stunde). Fahrenkrog era il fondatore e il capo della Comunità della Fede Germanica, un gruppo neopagano al quale Fidus si unì nel 1908. Fidus divenne un membro del partito nazista nel 1932, anche se i suoi dipinti non erano amati dai capi nazisti, che li consideravano troppo kitsch. La preghiera alla luce e le altre immagini di Fidus che raffigurano degli uomini giovani e ignudi nella natura furono ben accolte tra gli omosessuali, come gli scrittori della rivista Der Eigene di Adolf Brand.
Nel 1923, la psicologa analitica Beatrice M. Hinkle pubblicò un'immagine che ricordava la Preghiera alla luce nel suo libro Recreating the Individual. L'immagine era stata disegnata da una paziente e Hinkle la interpretò come arcaica e come una parte dell'inconscio collettivo. Lo storico della medicina Richard Noll afferma che la paziente fu influenzata molto probabilmente dal quadro di Fidus.